# Азапи

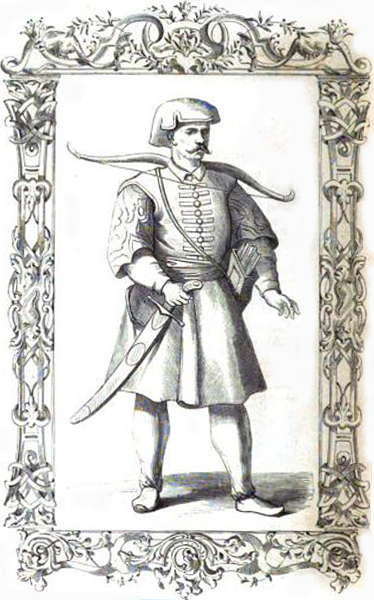
Азап, лучник з галери. Гравюра Чезаре Вечелліо

Азапи, азеби (осман. عزب:азеб — «холостяк») — рід легкої піхоти в османській армії, нерегулярні допоміжні війська авангарду. Лучники-азапи повинні були стримувати противника, поки основні сили османів не стали в бойовий порядок. З'явилися ще до організації корпусу яничарів; набиралися, переважно, з анатолійських турків.
З XVI століття всі мусульмани прикордонних провінцій імперії могли бути зараховані до азапів; від 20-30 господарств призивалась одна людина. З цього часу азапи стали отримувати платню та використовуватися як гарнізони фортець (калі азеблер) для охорони мостів і здійснення підкопів під фортечні мури. Ділилися на підрозділи — орта; під командувачем азапами — азеблер агаси — перебували секретар й інші нижчі чини. У військових діях брали участь під командуванням бейлербея. Припинили існування в XVII столітті, офіційно скасовані султаном Махмудом II (1808–1839).
З часу Баязіда Блискавичного (1389–1402) на флоті служили морські азапи (деніз азеблер). Еялет командувача флотом (капудан-паші) у разі війни повинен був виставити 1893 морських азапів. Азапи, що служили на корабельнях, поділялися на дві групи — працівники верфей та адміралтейства. Командою азапів на галері командував реїс або гвардіан-баші. Будівлі казарм азапів, що перебували поблизу адміралтейської судноверфі Золотого Рогу, по теперішній час називаються Азапкаписи.